# NGC 7109
NGC 7109 este o galaxie situată în constelația Peștele Austral. A fost descoperită în 25 septembrie 1834 de către John Herschel. Se află la o distanță de 73,06 de megaparseci de Pământ.